# 马扎梅
马扎梅（法語：Mazamet，法語發音：[mazamɛ]），法国南部城市，奥克西塔尼大区塔恩省的一个市镇，隶属于卡斯特尔区，其市镇面积为72.07平方公里，2022年1月1日时人口数量为10,123人，是该省人口第五多的市镇，在法国城市中排名第1,012位。
马扎梅位于塔恩省南部，努瓦尔山腹地，托雷河左岸，其南部与奥德省接壤。马扎梅历史上因羊毛分离工业而兴盛，现为一个区域性的中心城市，多条公路在此交汇。

## 地名来源
法语“Mazamet”转写自奥克语“Mas Aimat”，其中Aimat可能出自人名，其生平尚有待考证。
马扎梅所处区域在19世纪初以前通行奥克语，Mazamet对应的奥克语拼写为“Masamet”。

## 历史

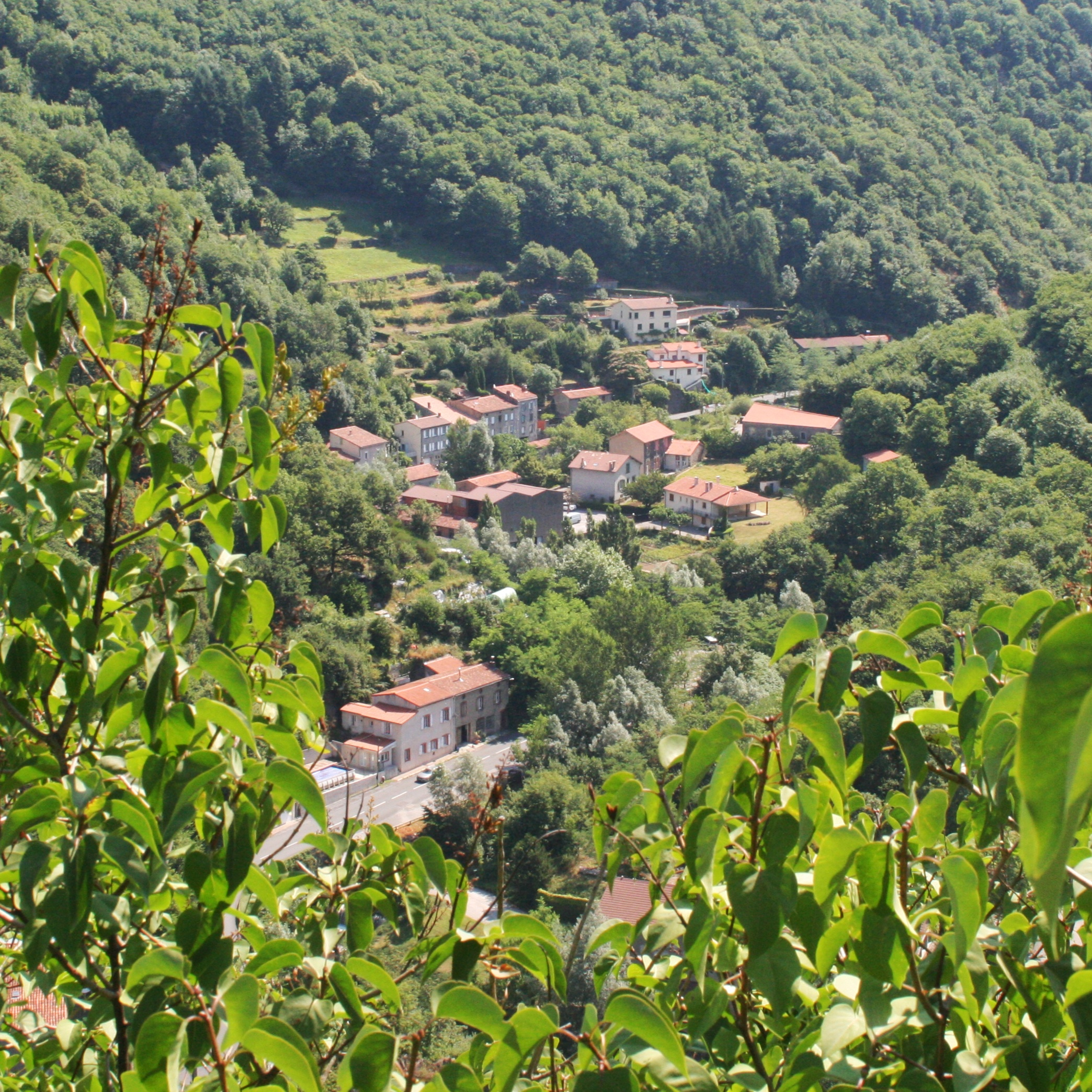
俯瞰欧普勒

马扎梅的早期历史尚不清楚。根据当地官方网站的论述，马扎梅地区在古典时期先后被古罗马人和沃尔卡人占领，当地最初的聚落可能由西哥特人首领阿陶尔夫于公元413年修建，其城址可能位于今欧普勒。宗教战争期间，奥克西塔尼地区天主教势力强盛，胡格诺派一度藏匿于马扎梅。1628年，马扎梅被孔代亲王军队占领并烧毁。18世纪时，马扎梅出现纺织作坊。法国大革命后，马扎梅成为塔恩省的一个市镇。工业革命期间，马扎梅因羊毛分离工业而兴盛，当地出现了多处羊毛加工厂。与此同时，途径马扎梅的卡斯特尔－贝达里约铁路于1861年建成通车，其城市核心逐渐由欧普勒转移至火车站所处的平原地区，并得到快速扩张。20世纪70年代后，受到能源危机的影响，马扎梅工业逐年萎缩，当地最后一家羊毛加工厂于2004年关闭。

## 地理

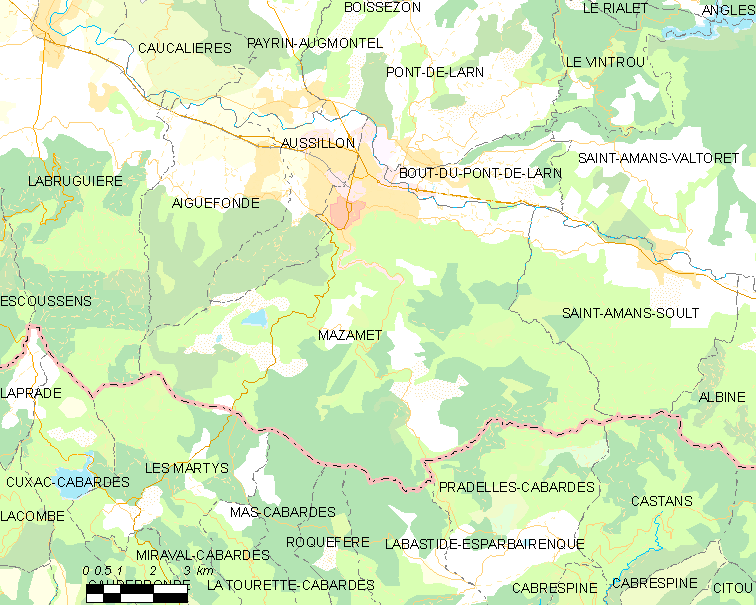
马扎梅市镇范围地图

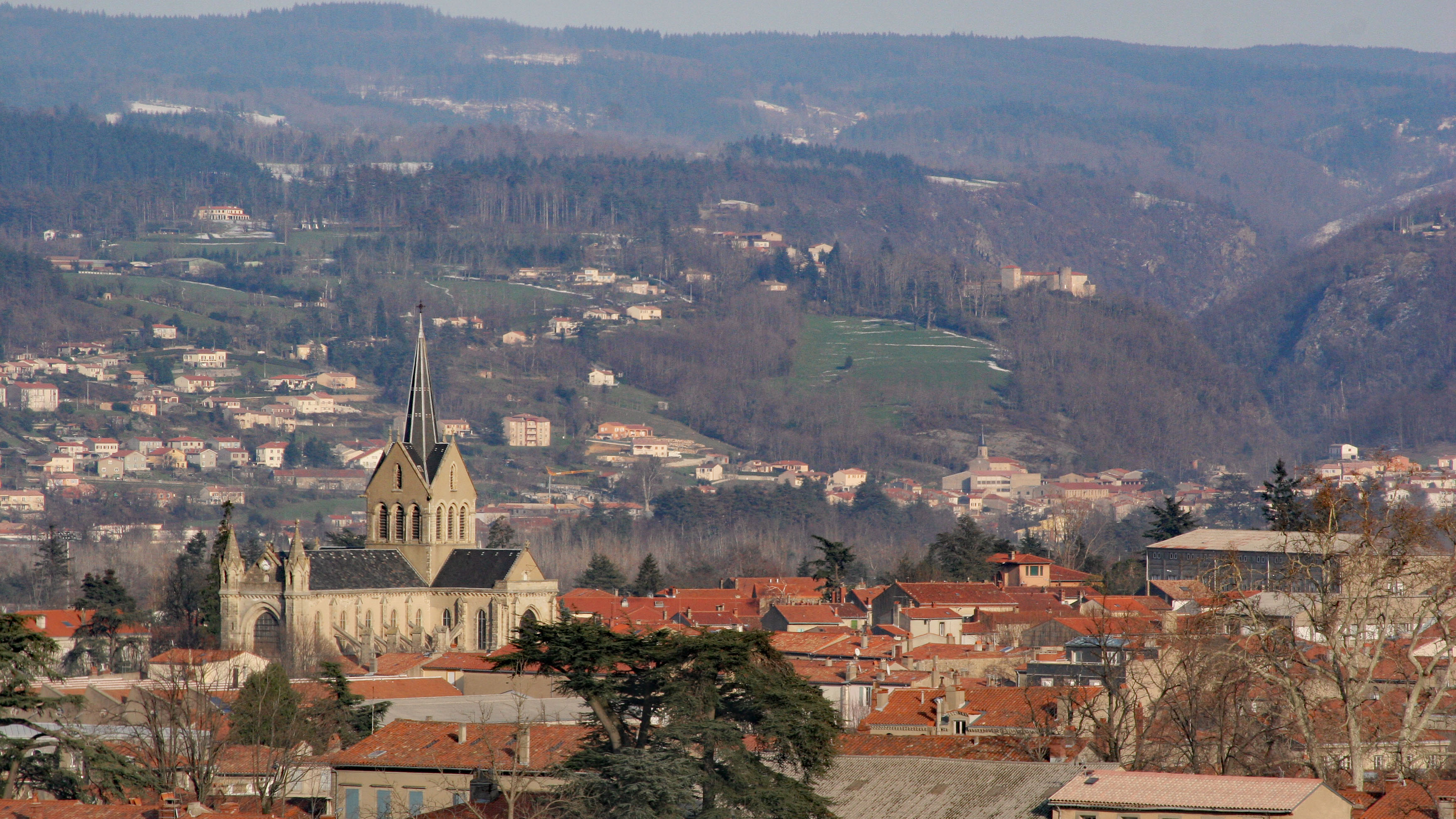
马扎梅市区及周边的山地

马扎梅位于法国南部，奥克西塔尼大区中部和塔恩省南部，距离省会阿尔比大约62公里。与马扎梅接壤的市镇包括：埃斯帕尔拜朗克堡、莱马尔蒂、马斯卡巴代斯、普拉代勒卡巴代斯、罗克费尔、艾格丰德、欧西永、布迪蓬德拉恩、拉布吕吉耶尔、蓬德拉恩、圣阿芒苏尔特。

### 地形
马扎梅位于法国中央高原南部的努瓦尔山腹地，境内地形可分为多个单元，其中镇中心以平原为主，地势较为平坦；南侧则为山区，地形复杂，全境海拔在213到1184米之间。

### 水文
马扎梅位于加龙河流域范围内，托雷河自东向西流经境内北部，其左岸支流阿尔内特河则流经镇中心。

### 植被
马扎梅属于温带阔叶混交林与亚热带硬叶林混合地区，部分高海拔地带有针叶林分布。马扎梅是上朗格多克自然保护区的组成部分，镇中心的马扎梅漫步花园（Jardin des Promenades de Mazamet）则是当地主要的城市绿地。
在鲜花城市的评比中，马扎梅被评为3星级鲜花城市。

### 气候
马扎梅在柯本气候分类法中属于带有山地及温带特征的地中海气候，因地形因素及塞文气候的影响，当地秋冬季节降水较多。
距离马扎梅最近的常年气象站位于鲁艾鲁境内，以下为该气象站的数据（其中日照数据取自卡尔卡松）：
| 鲁艾鲁 1981年－2010年 | 鲁艾鲁 1981年－2010年 | 鲁艾鲁 1981年－2010年 | 鲁艾鲁 1981年－2010年 | 鲁艾鲁 1981年－2010年 | 鲁艾鲁 1981年－2010年 | 鲁艾鲁 1981年－2010年 | 鲁艾鲁 1981年－2010年 | 鲁艾鲁 1981年－2010年 | 鲁艾鲁 1981年－2010年 | 鲁艾鲁 1981年－2010年 | 鲁艾鲁 1981年－2010年 | 鲁艾鲁 1981年－2010年 | 鲁艾鲁 1981年－2010年 |
| 月份                  | 1月                   | 2月                   | 3月                   | 4月                   | 5月                   | 6月                   | 7月                   | 8月                   | 9月                   | 10月                  | 11月                  | 12月                  | 全年                  |
| --------------------- | --------------------- | --------------------- | --------------------- | --------------------- | --------------------- | --------------------- | --------------------- | --------------------- | --------------------- | --------------------- | --------------------- | --------------------- | --------------------- |
| 历史最高温 °C（°F）   | 20.5 (68.9)           | 24 (75)               | 26.5 (79.7)           | 30.5 (86.9)           | 34 (93)               | 38.5 (101.3)          | 38.5 (101.3)          | 42 (108)              | 34.5 (94.1)           | 31 (88)               | 25 (77)               | 20.5 (68.9)           | 42 (108)              |
| 平均高温 °C（°F）     | 9.2 (48.6)            | 10.4 (50.7)           | 14.1 (57.4)           | 16.8 (62.2)           | 21.4 (70.5)           | 25.3 (77.5)           | 27.8 (82.0)           | 28.1 (82.6)           | 23.4 (74.1)           | 18.4 (65.1)           | 12.4 (54.3)           | 9.3 (48.7)            | 18.1 (64.6)           |
| 日均气温 °C（°F）     | 5.7 (42.3)            | 6.3 (43.3)            | 8.8 (47.8)            | 11.3 (52.3)           | 15.6 (60.1)           | 19 (66)               | 21.1 (70.0)           | 21.3 (70.3)           | 17.3 (63.1)           | 14 (57)               | 8.7 (47.7)            | 6 (43)                | 12.9 (55.2)           |
| 平均低温 °C（°F）     | 2.3 (36.1)            | 2.2 (36.0)            | 3.6 (38.5)            | 5.8 (42.4)            | 9.7 (49.5)            | 12.7 (54.9)           | 14.3 (57.7)           | 14.4 (57.9)           | 11.1 (52.0)           | 9.5 (49.1)            | 5 (41)                | 2.6 (36.7)            | 7.8 (46.0)            |
| 历史最低温 °C（°F）   | −10 (14)              | −11.5 (11.3)          | −11.5 (11.3)          | −3.5 (25.7)           | −0.5 (31.1)           | 2.5 (36.5)            | 5 (41)                | 4 (39)                | 1.5 (34.7)            | −3.5 (25.7)           | −8 (18)               | −10.5 (13.1)          | −11.5 (11.3)          |
| 平均降水量 mm（）     | 171.4 (6.75)          | 155.8 (6.13)          | 131.6 (5.18)          | 160.1 (6.30)          | 104.4 (4.11)          | 72.1 (2.84)           | 54.9 (2.16)           | 68.4 (2.69)           | 100.3 (3.95)          | 167.5 (6.59)          | 184.6 (7.27)          | 190.4 (7.50)          | 1,561.5 (61.48)       |
| 月均日照時數          | 97.2                  | 119.6                 | 172.6                 | 188.1                 | 214.7                 | 239.7                 | 275.4                 | 260.4                 | 212.9                 | 144.6                 | 102.5                 | 91.6                  | 2,119.3               |
| 来源：infoclimat.fr   |                       |                       |                       |                       |                       |                       |                       |                       |                       |                       |                       |                       |                       |

## 行政区划
马扎梅的市镇编号为81163，邮政编号为81200。
在行政管理方面，马扎梅隶属于法国奥克西塔尼大区塔恩省卡斯特尔区；在地方选举方面，马扎梅是马扎梅第一县和马扎梅第二县的中央投票站所在地，其市镇范围全境被划入塔恩省第三选区；在社会管理方面，马扎梅是卡斯特尔-马扎梅城市圈公共社区的组成部分。
法国国家统计与经济研究所（简称）在进行数据统计时，将马扎梅及相邻的另外5个市镇设为马扎梅城市核心区，并将包括核心区在内的周边共8个市镇划为马扎梅城市区。自2020年起，马扎梅城市区被包含4个市镇的马扎梅城市辐射区代替。此外，还将马扎梅市镇分为了7个“块区”（IRIS），以便于统计人口分布情况。

## 交通

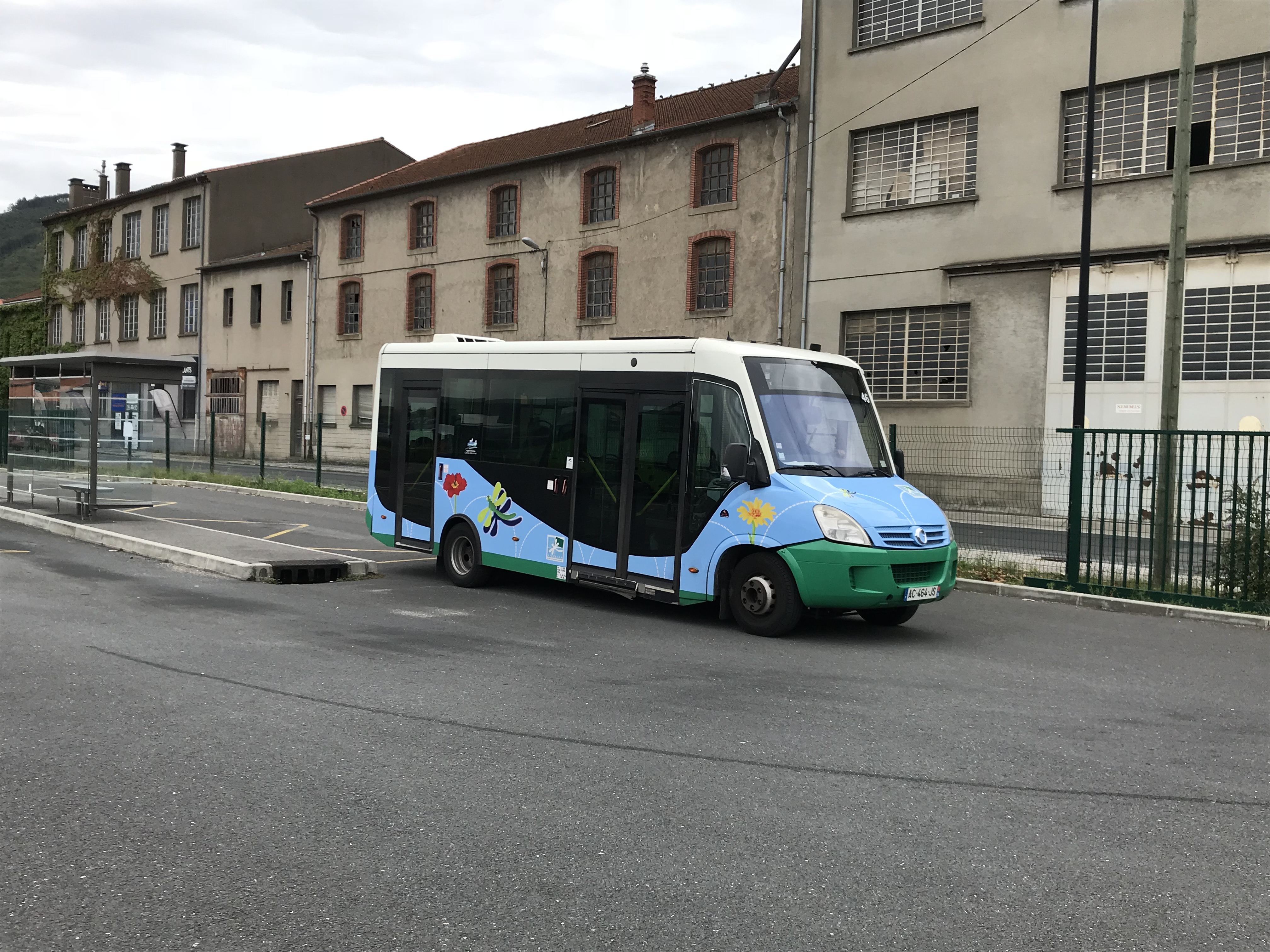
马扎梅火车站前方的一辆公共汽车

### 公路
塔恩省省道D53线、D54线、D118线和D612线在马扎梅境内交汇，奥克西塔尼大区下属的城际客运提供巴士线路，可前往贝济耶。
| 23 | 51 |

|  | 67 |

| 阿尔比 | 62 |

| 卡斯特尔 | 20 |

| 卡尔卡松 | 48 |

| 勒韦勒 | 39 |

| 贝济耶 | 86 |

| 欧西永 | 2 |

2018年，66.8%的马扎梅家庭拥有至少一辆私人汽车。2019年，马扎梅境内共发生各类交通事故10起，造成2人遇难，13人受伤。

### 铁路
马扎梅位于卡斯特尔－贝达里约铁路上。马扎梅站位于市区西部，停靠前往图卢兹的区域列车。

### 航空
距离马扎梅最近的民用航空站为14公里外的卡斯特尔-马扎梅机场，该机场开行前往巴黎-奥利机场的固定航班。

### 城市公共交通
马扎梅是卡斯特尔-马扎梅城市公共交通（商业名称为）的服务范围，后者是卡斯特尔-马扎梅城市圈公共社区的城市公共交通系统。截至2022年9月，该系统共包括11条公交线路，其中公交8路（马扎梅线）、9路（欧西永线）和10路（卡斯特尔-马扎梅城际线）经过了马扎梅市区。

## 政治

### 市政内阁

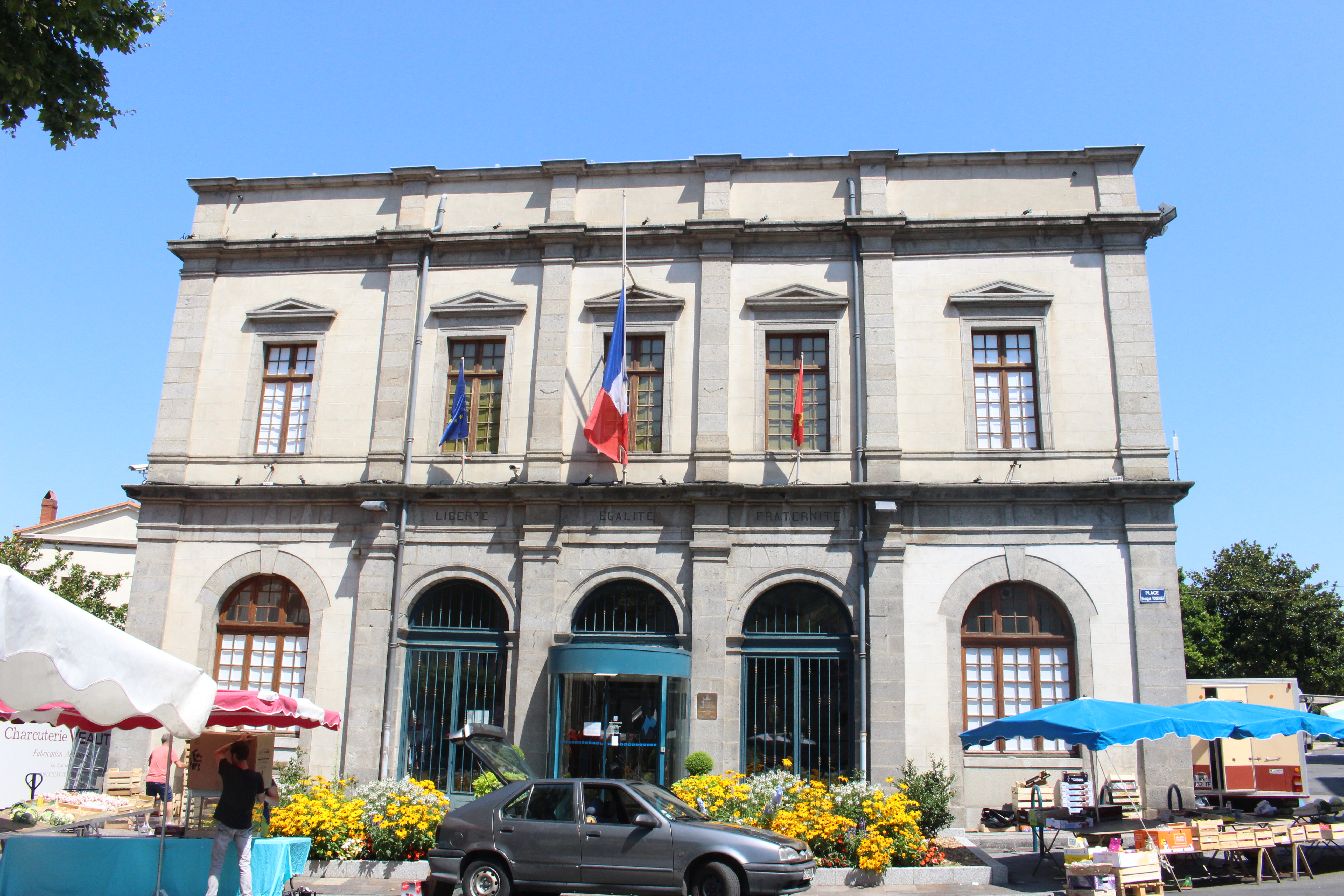
马扎梅市政厅

马扎梅的现任市长为奥利维耶·法布尔先生（Olivier FABRE），他是一名右翼无党派人士，在2020年的市政选举中获得了100%的支持率（无其他候选人）。
| 马扎梅历届市长 | 马扎梅历届市长                       | 马扎梅历届市长    |
| 任期           | 市长                                 | 党派              |
| -------------- | ------------------------------------ | ----------------- |
| 1944年－1949年 | Henri GARDET 亨利·加尔代             | 不详              |
| 1949年－1953年 | Joseph STREHAIANO 约瑟夫·斯特雷亚诺  | 不详              |
| 1953年－1977年 | Pierre BARRAILLÉ 皮埃尔·巴拉耶       | 不详              |
| 1977年－1991年 | Michel MONTLAUR 米谢尔·蒙洛尔        | RPR保衛共和聯盟   |
| 1991年－2002年 | Michel BOURGUIGNON 米歇尔·布尔吉尼翁 | UDF法国民主联盟   |
| 2002年－2008年 | Suzanne MONTEIL 苏珊·蒙泰伊          | UMP人民运动联盟   |
| 2008年－2014年 | Laurent BONNEVILLER 洛朗·博纳维尔    | DVD右翼无党派人士 |
| 2014年－       | Olivier FABRE 奥利维耶·法布尔        | DVD右翼无党派人士 |

### 各级选举
| 马扎梅历届投票选举结果 | 马扎梅历届投票选举结果 | 马扎梅历届投票选举结果 | 马扎梅历届投票选举结果 | 马扎梅历届投票选举结果                | 马扎梅历届投票选举结果 | 马扎梅历届投票选举结果 | 马扎梅历届投票选举结果                | 马扎梅历届投票选举结果 | 马扎梅历届投票选举结果 |
| 选举项目               | 选举范围               | 选区单位               | 选区单位内的选举结果   | 选区单位内的选举结果                  | 选区单位内的选举结果   | 选区单位内的选举结果   | 选区单位内的选举结果                  | 选区单位内的选举结果   | 参考资料               |
| 选举项目               | 选举范围               | 选区单位               | 第一轮胜出者           | 第一轮胜出者                          | 支持率                 | 第二轮胜出者           | 第二轮胜出者                          | 支持率                 | 参考资料               |
| ---------------------- | ---------------------- | ---------------------- | ---------------------- | ------------------------------------- | ---------------------- | ---------------------- | ------------------------------------- | ---------------------- | ---------------------- |
| 2017年法國總統選舉     | 法國                   | 市镇                   |                        | 弗朗索瓦·菲永                         | 24.91%                 |                        | 埃马纽埃尔·马克龙                     | 60.88%                 | [ 25 ]                 |
| 2017年法国立法选举     | 塔恩省第三选区         | 市镇                   |                        | 让·泰尔利耶                           | 33.04%                 |                        | 让·泰尔利耶                           | 50.04%                 | [ 25 ]                 |
| 2019年欧洲议会选举     | 法國                   | 市镇                   |                        | 若尔当·巴尔代拉                       | 27.06%                 | （不适用）             | （不适用）                            | （不适用）             | [ 27 ]                 |
| 2021年法国省级选举     | 塔恩省                 | 第一县                 |                        | 克里丝泰尔·卡巴尼斯 迪迪埃·乌勒       | 52.25%                 |                        | 克里丝泰尔·卡巴尼斯 迪迪埃·乌勒       | 65.44%                 | [ 28 ]                 |
| 2021年法国省级选举     | 塔恩省                 | 市镇                   |                        | 克里丝泰尔·卡巴尼斯 迪迪埃·乌勒       | 39.11%                 |                        | 克里丝泰尔·卡巴尼斯 迪迪埃·乌勒       | 62.97%                 | [ 28 ]                 |
| 2021年法国省级选举     | 塔恩省                 | 第二县                 |                        | 弗洛朗丝·埃斯特拉博 达尼埃尔·维亚莱勒 | 34.36%                 |                        | 弗洛朗丝·埃斯特拉博 达尼埃尔·维亚莱勒 | 40.01%                 | [ 28 ]                 |
| 2021年法国省级选举     | 塔恩省                 | 市镇                   |                        | 吕茜·迪凯纳 奥利维耶·法布尔           | 45.07%                 |                        | 吕茜·迪凯纳 奥利维耶·法布尔           | 49.05%                 | [ 28 ]                 |
| 2021年法国大区选举     | 奧克西塔尼大區         | 市镇                   |                        | 樊尚·特拉伊-诺韦斯                    | 29.25%                 |                        | 卡萝尔·代尔加                         | 48.01%                 | [ 29 ]                 |
| 2022年法国总统选举     | 法國                   | 市镇                   |                        | 玛丽娜·勒庞                           | 25.92%                 |                        | 埃马纽埃尔·马克龙                     | 51.25%                 | [ 25 ]                 |
| 2022年法国立法选举     | 塔恩省第三选区         | 市镇                   |                        | 让·泰尔利耶                           | 23.78%                 |                        | 让·泰尔利耶                           | 60.25%                 | [ 25 ]                 |

## 人口
2019年，马扎梅市镇人口数量为10,033，在法国排名第1,012位。其中男性4,710人，女性5,286人，75岁及以上人口占15.0%，外籍人口数量为590人，人口密度为139人/平方公里，当地居民被称为（男性）或（女性）。2020年，马扎梅境内出生75人，死亡人口182人。
| 马扎梅1901年－2019年人口变化情况 |
|                                  |
| 数据来源：Cassini、INSEE         |

## 经济
马扎梅是一个区域性的中心城市。截止2022年9月，马扎梅市镇范围内共有各类用人单位（包含自雇）1,864家，平均历史为19年，其中98.53%为中小型企业（PME），2022年7月至9月间，当地的经济活力指数为0.8%。（水果罐头）、（物流运输）及（香水）是当地2021年营业额最高的三个企业，分别为94,676,618欧元、15,850,123欧元和7,387,145欧元。

## 财政与居民收入
2020年，马扎梅的财政收入总额为11,013,500欧元，财政支出总额为10,576,000欧元，当年的债务总额为3,348,940欧元。2021年，马扎梅市镇共获得2,054,511欧元的国家财政补助，比上一年增加了0.23%。
2020年，马扎梅的人均月收入总额为1,939欧元，其中高级职员为3,703欧元，低于法国平均水平（4,230欧元）；中级职员为2,193欧元，低于法国平均水平（2,411欧元）；普通职员为1,621欧元，亦低于法国平均水平（1,740欧元）。
2018年，马扎梅境内的青壮年（15至64岁）失业率为22.6%，当地37.9%的家庭拥有纳税资格，平均纳税2,395欧元，低于法国平均水平（3,910欧元）。

## 社会事务

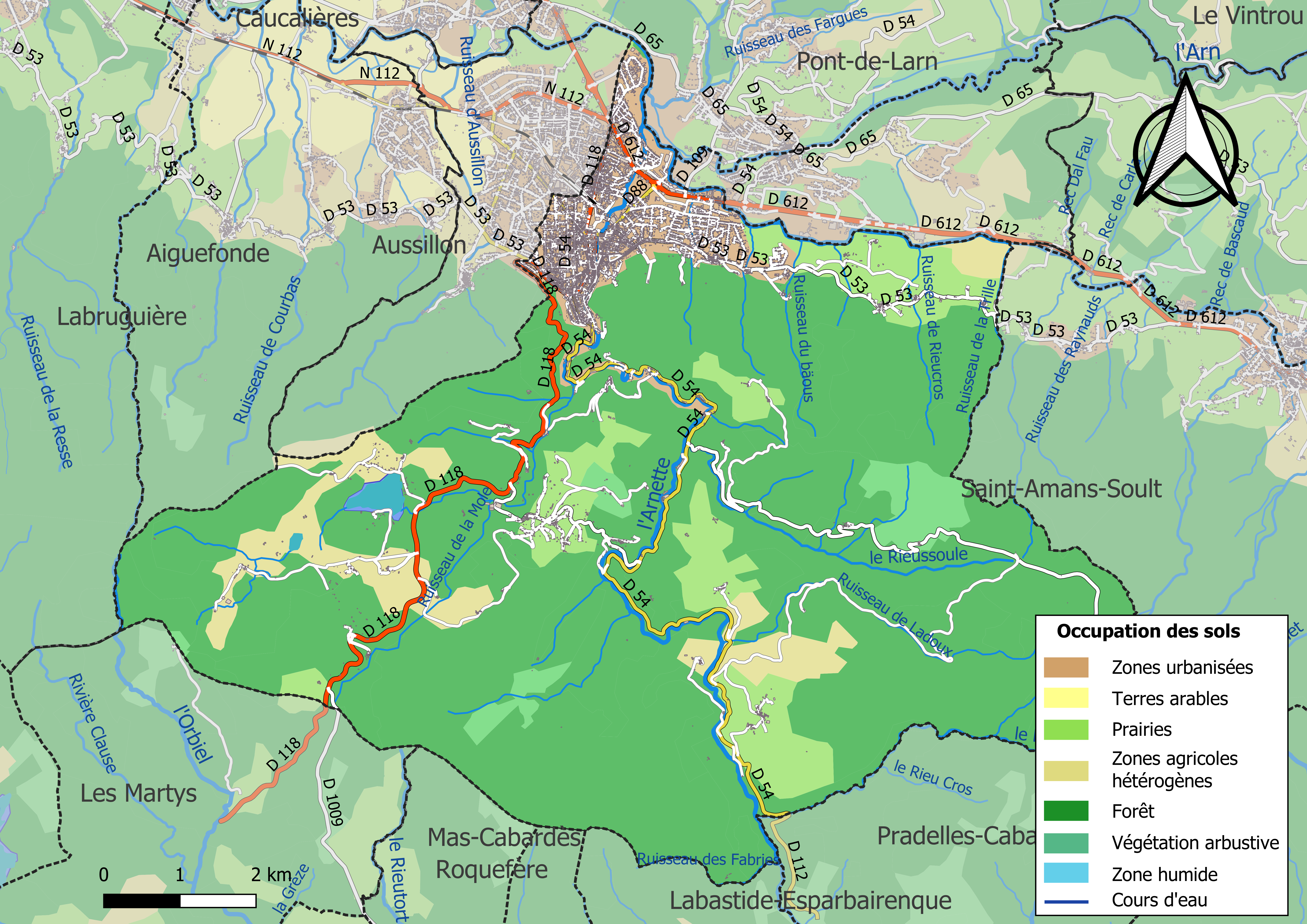
马扎梅土地利用情况地图

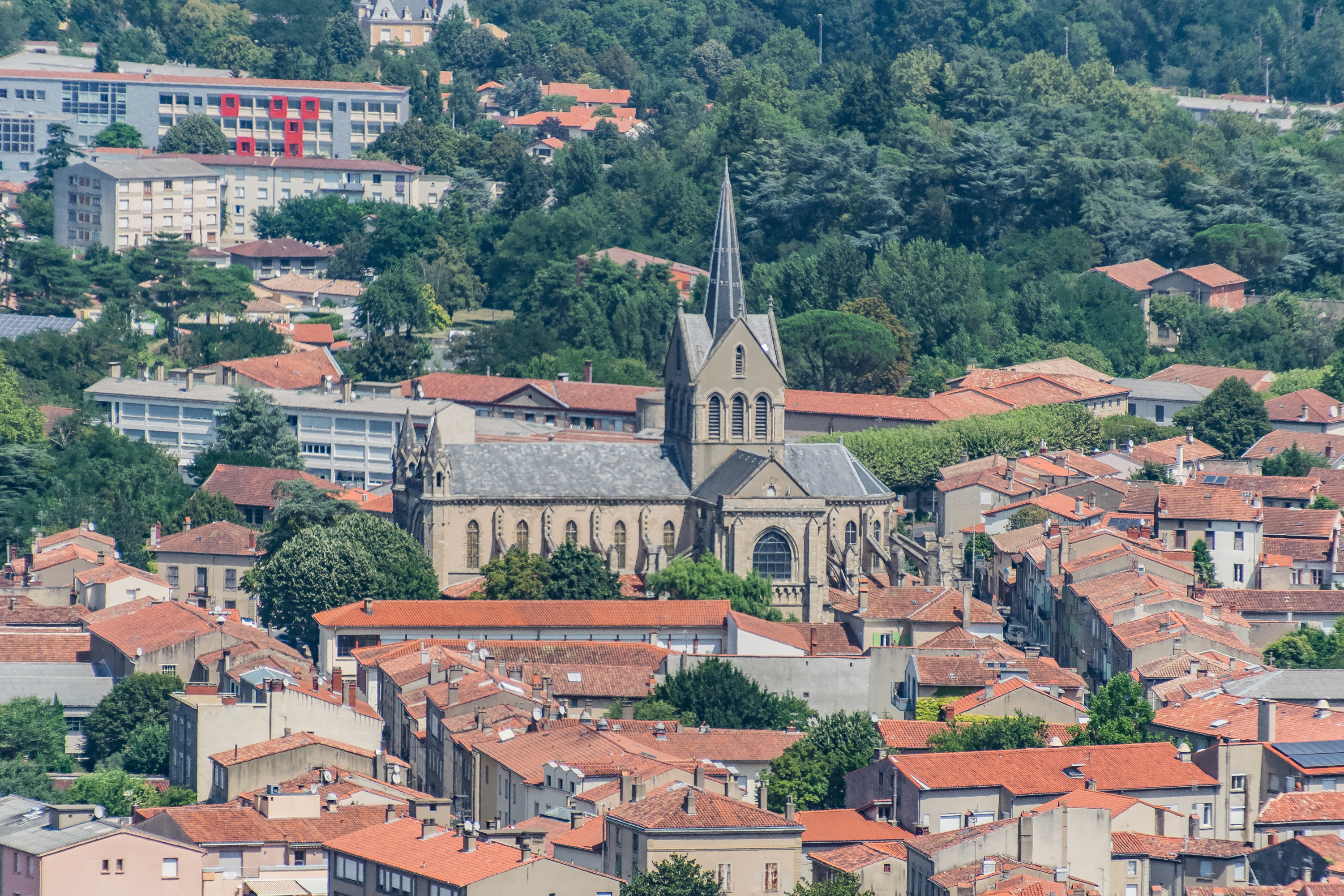
马扎梅镇中心

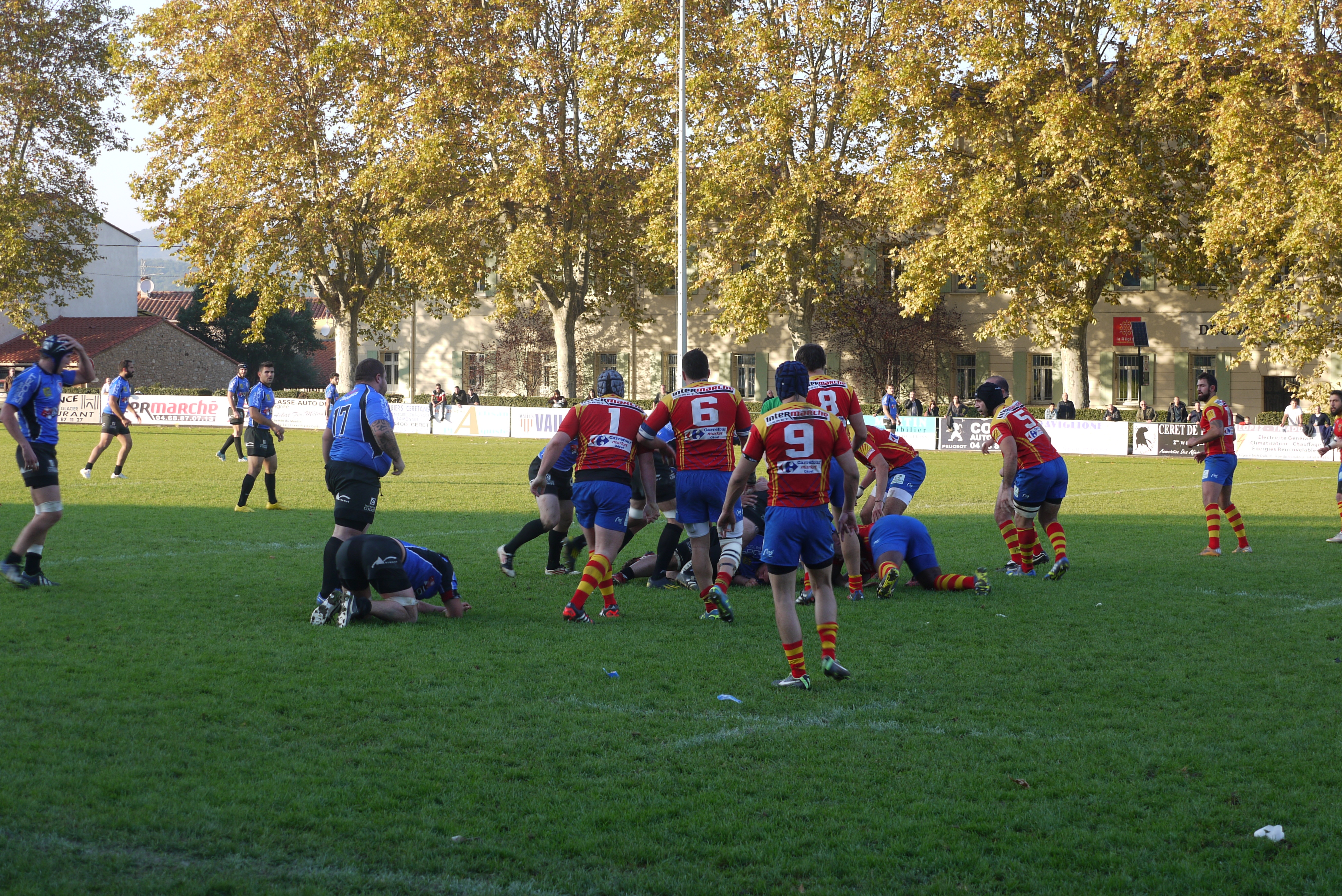
比赛中的马扎梅橄榄球队

### 教育
马扎梅属于图卢兹学区。截止2020年1月1日，马扎梅境内共有7所小学、3所初级中学、2所普通高中和3所职业高中。2018至2019学年度，马扎梅境内共有在校中等教育阶段学生1,963名。

### 医疗
截止2020年1月1日，马扎梅境内共有全科医生11名、保健师10名、牙医11名、护士49名、眼科医生3名和助产士1名。境内共有药房5家。
距离马扎梅最近的区域性医疗机构为“卡斯特尔-马扎梅市际中心医院”（Centre hospitalier intercommunal Castres-Mazamet），其主病区位于卡斯特尔市区，距离马扎梅市区的正常车程约21分钟，该院设有床位375个，是当地规模最大的公立综合性医院。

### 住房
2018年，马扎梅境内共有各类住房6,050套，其中65.3%为独立式居民区，34.0%为集中式居民区。常住房屋占马扎梅市镇范围内居民建筑总量的82.4%。
在住房保障政策方面，2020年，马扎梅境内共有1,290户家庭获得了住房经济补助，受益人数占总人口数量的12.9%，其中1,208份为房租补助。

### 商业
2019年，马扎梅境内共有各类实体商铺334家，其中餐厅49家、大型超市6家、杂货店3家、面包房16家、肉铺8家、书店6家、装饰品店2家、银行门店12家、美容美发店29家、汽车维修店23家。市中心建有家乐福、E.Leclerc等便民超市，市区北部的布迪蓬德拉恩境内建有开放式商业街区。

### 体育
2020年，马扎梅境内共有1家游泳池、4间体育馆、2座综合体育场、7处网球场、4处足球或橄榄球场以及3处篮球或排球场。
马扎梅因当地的马扎梅体育俱乐部而闻名，后者是一个橄榄球俱乐部，成立于1905年，其主队2022至2023赛季参加法国橄榄球第五级别联赛，其主场为骑士环球场（Stade de la Chevalière）。
截至2022年9月，马扎梅地区足球俱乐部（F.C. Pays Mazamétain，编号590288）是马扎梅境内唯一的一家注册足球俱乐部。其主队2022至2023赛季参加奥克西塔尼大区足球联赛丙组（法国第八级别），其主场为骑士环球场（Stade de la Chevalière）。

### 环境
马扎梅的环境事务由其所属的卡斯特尔-马扎梅城市圈公共社区联合各级政府协调负责。2019年，马扎梅境内共有1家污染企业。

### 治安
2019年，马扎梅市镇范围内共有1处派出所。
马扎梅及其附近的共两个市镇是马扎梅警区（zone police de Mazamet）的管辖范围。2020年，该警区累计记录各类案件633起，其中盗窃类案件291起，经济类案件159起，毒品交易类案件36起。

## 文化
2020年，马扎梅境内共有1家剧场和1家电影院。马扎梅市政府提供多媒体中心，每周二至六向公众开放，2022年8月31日起因施工而暂时关闭。

### 建筑
马扎梅境内有多处历史建筑，其中法国国家文物保护单位包括新神庙（Temple neuf）、圣索沃尔教堂等，马扎梅悬索桥及欧普勒城堡遗址是当地的地标性建筑物。

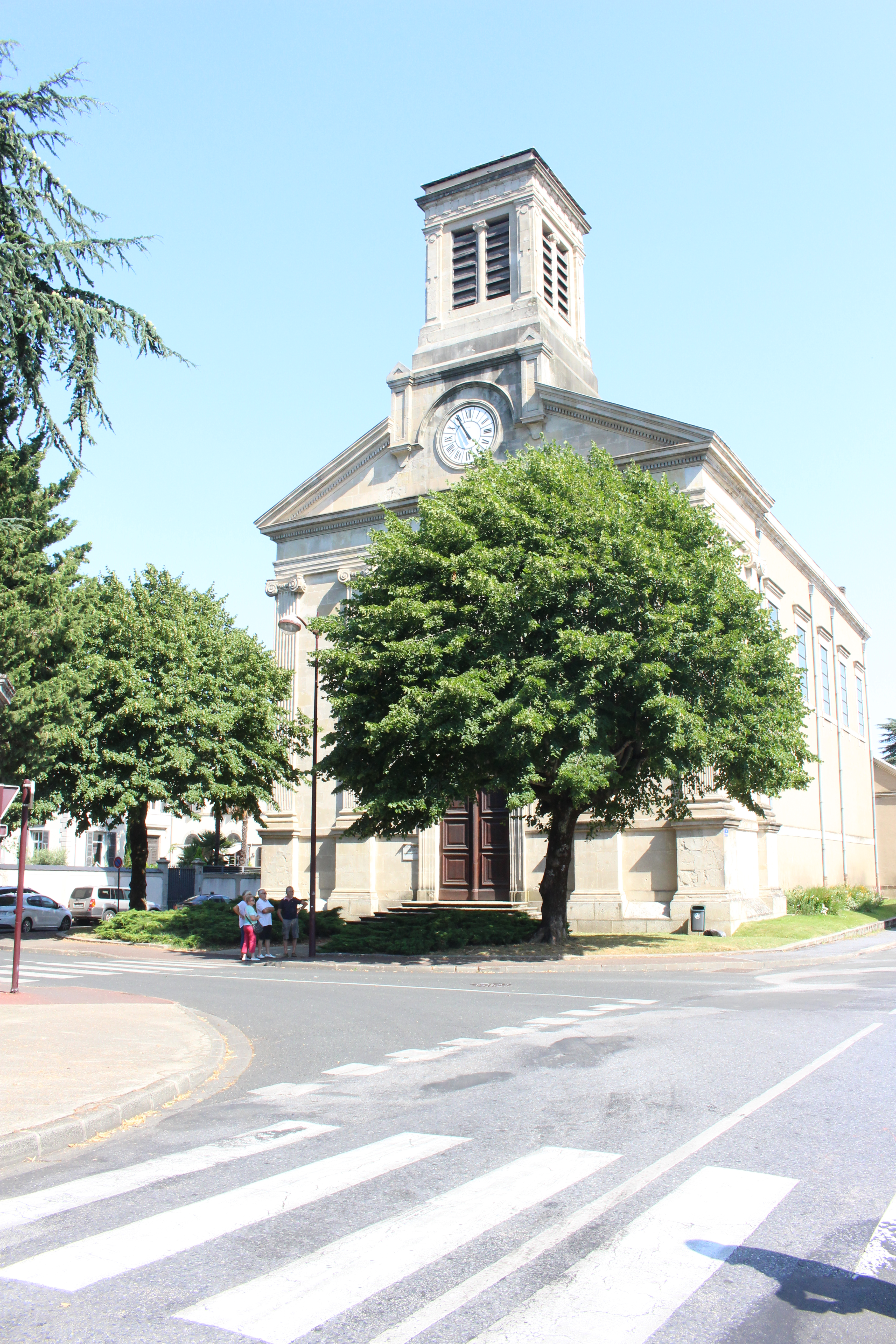
新神庙
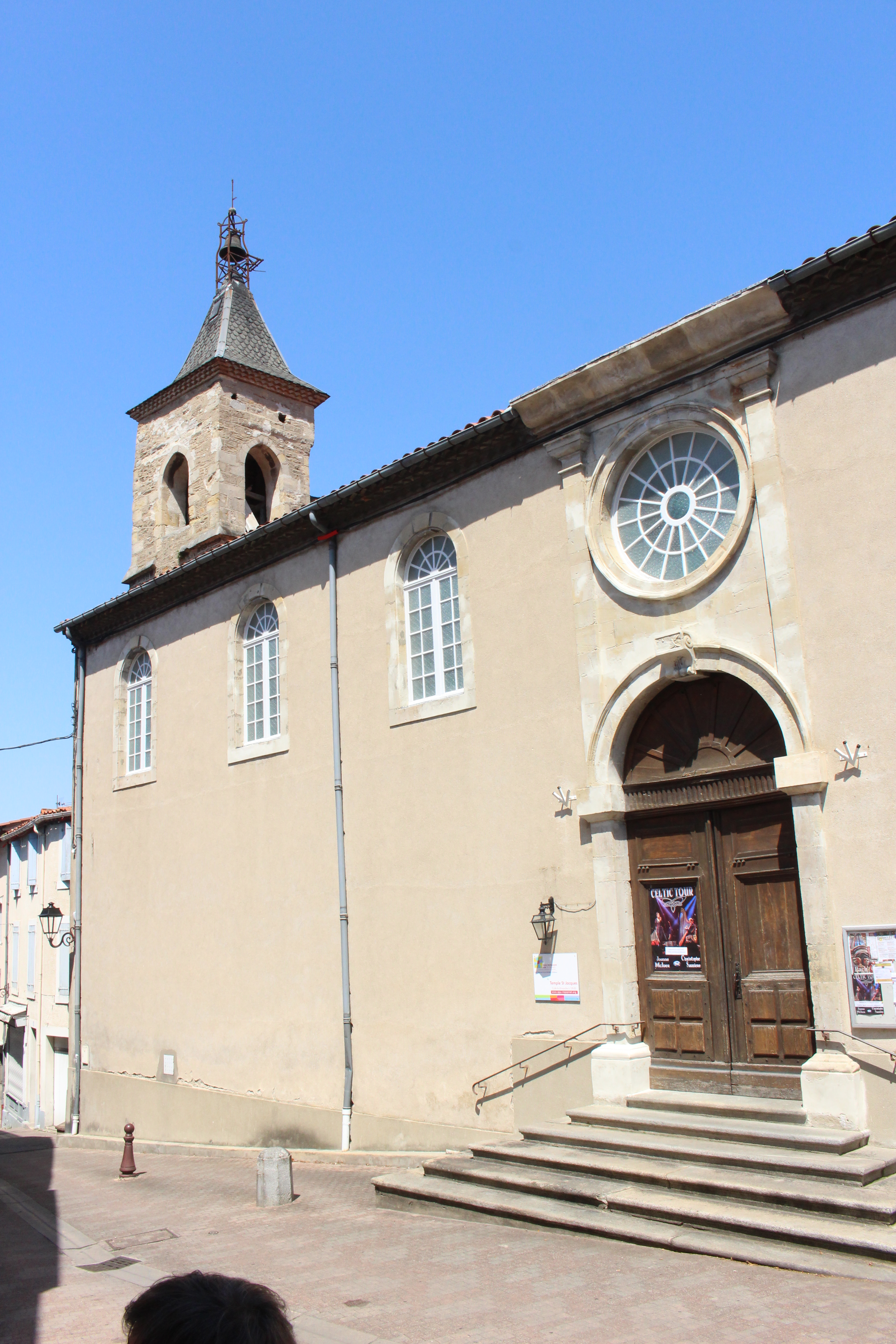
圣雅各神庙
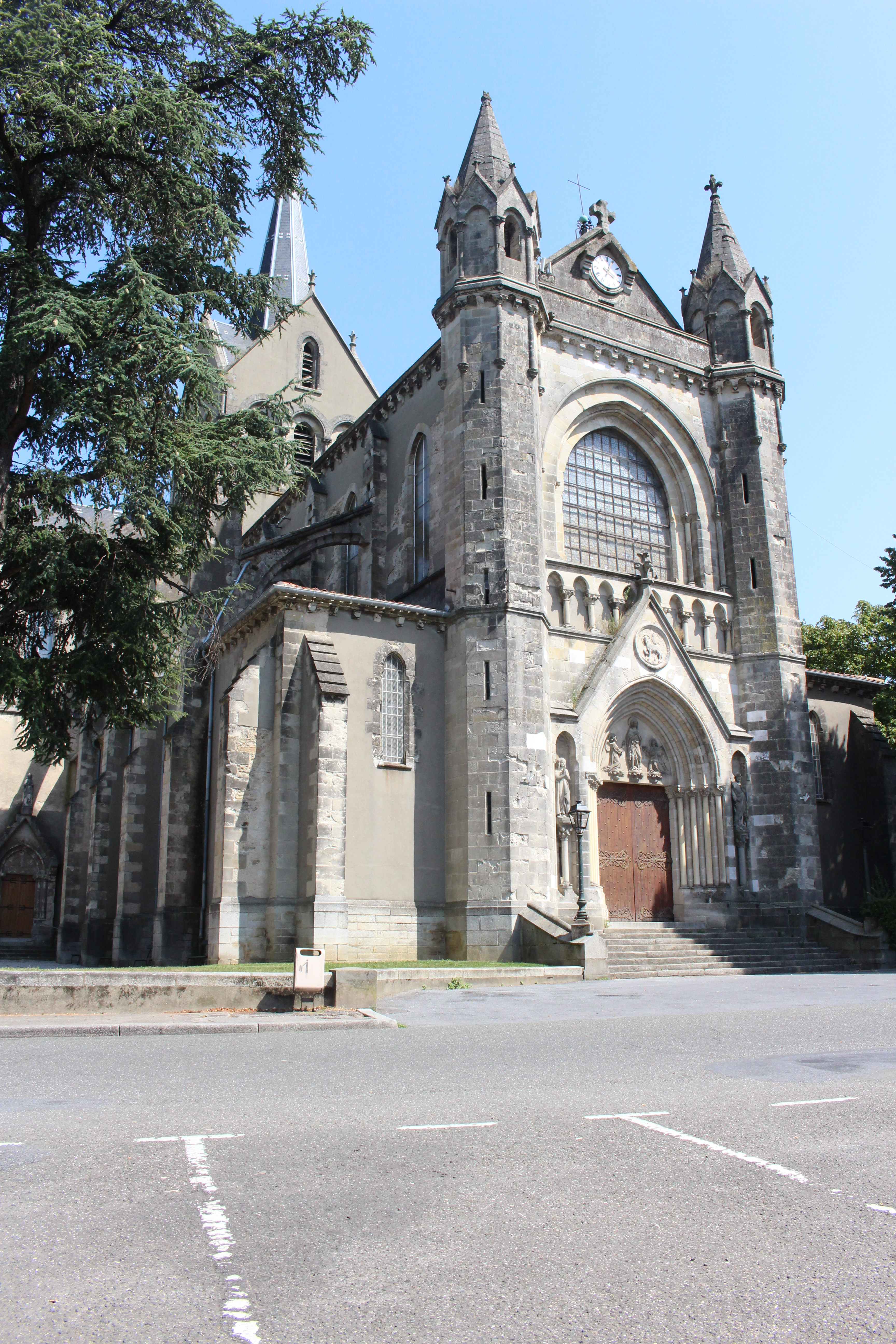
圣母教堂
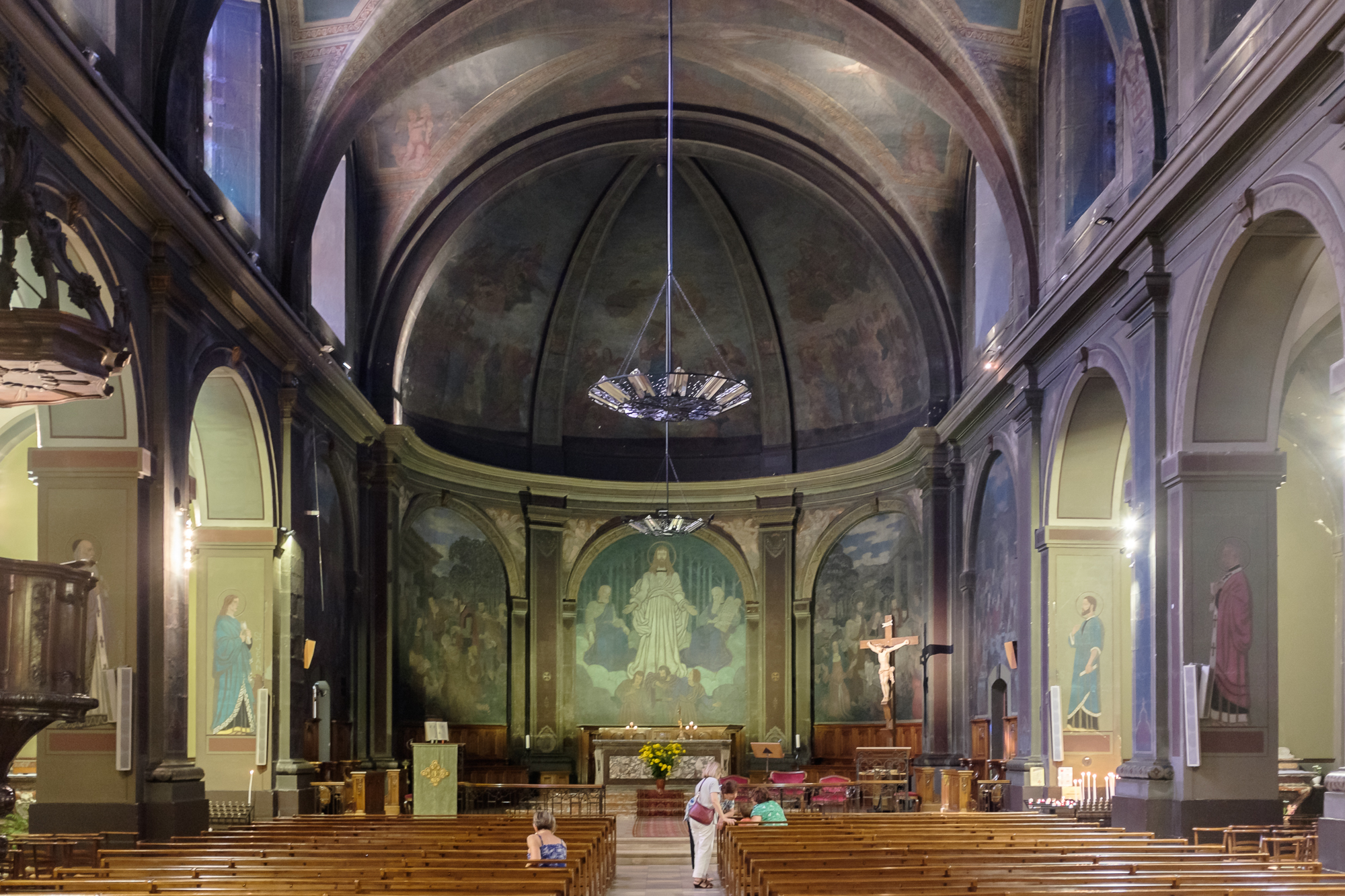
圣索沃尔教堂（法语：Église Saint-Sauveur de Mazamet）大厅
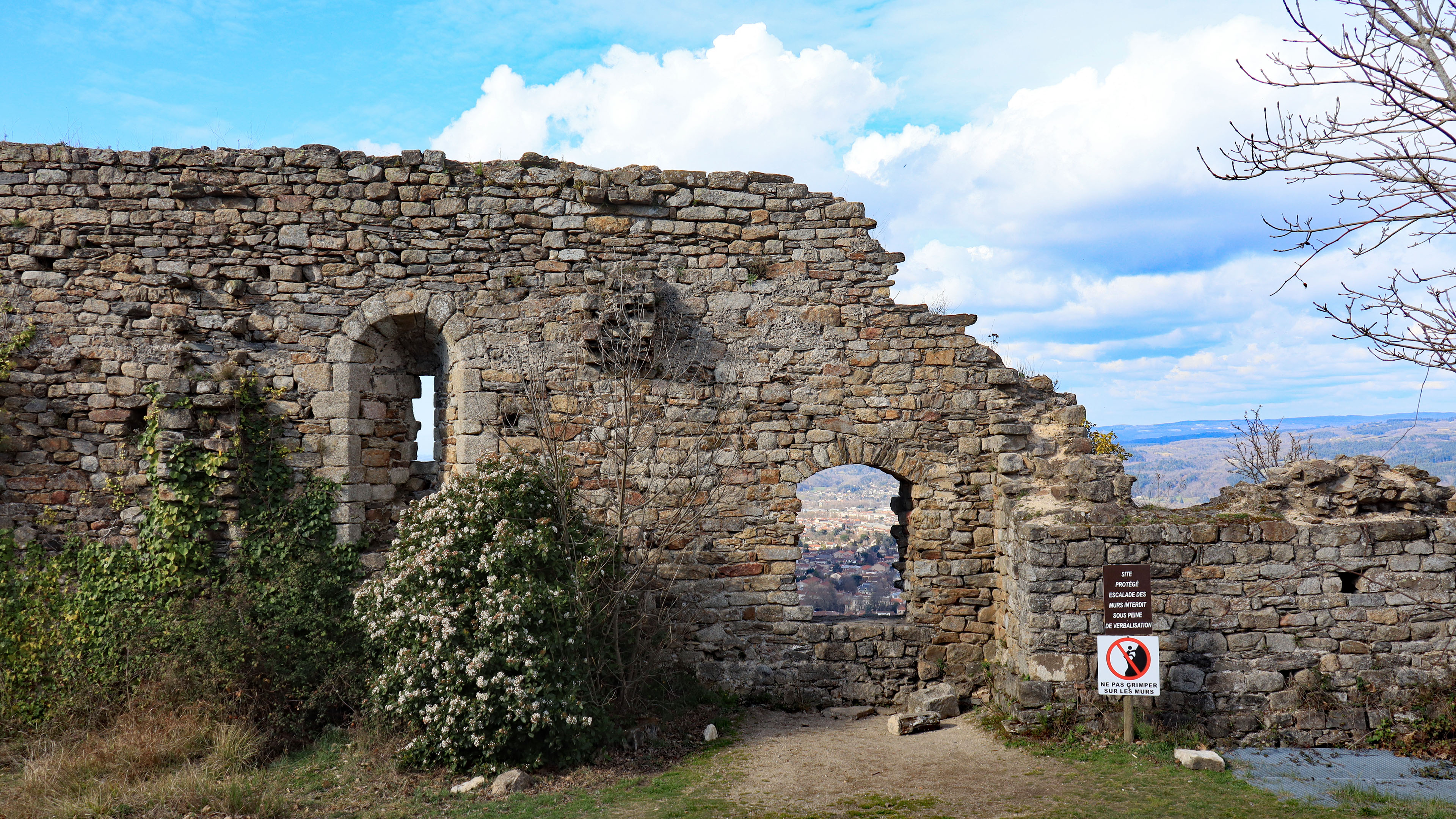
欧普勒城堡（法语：Château d'Hautpoul）遗址
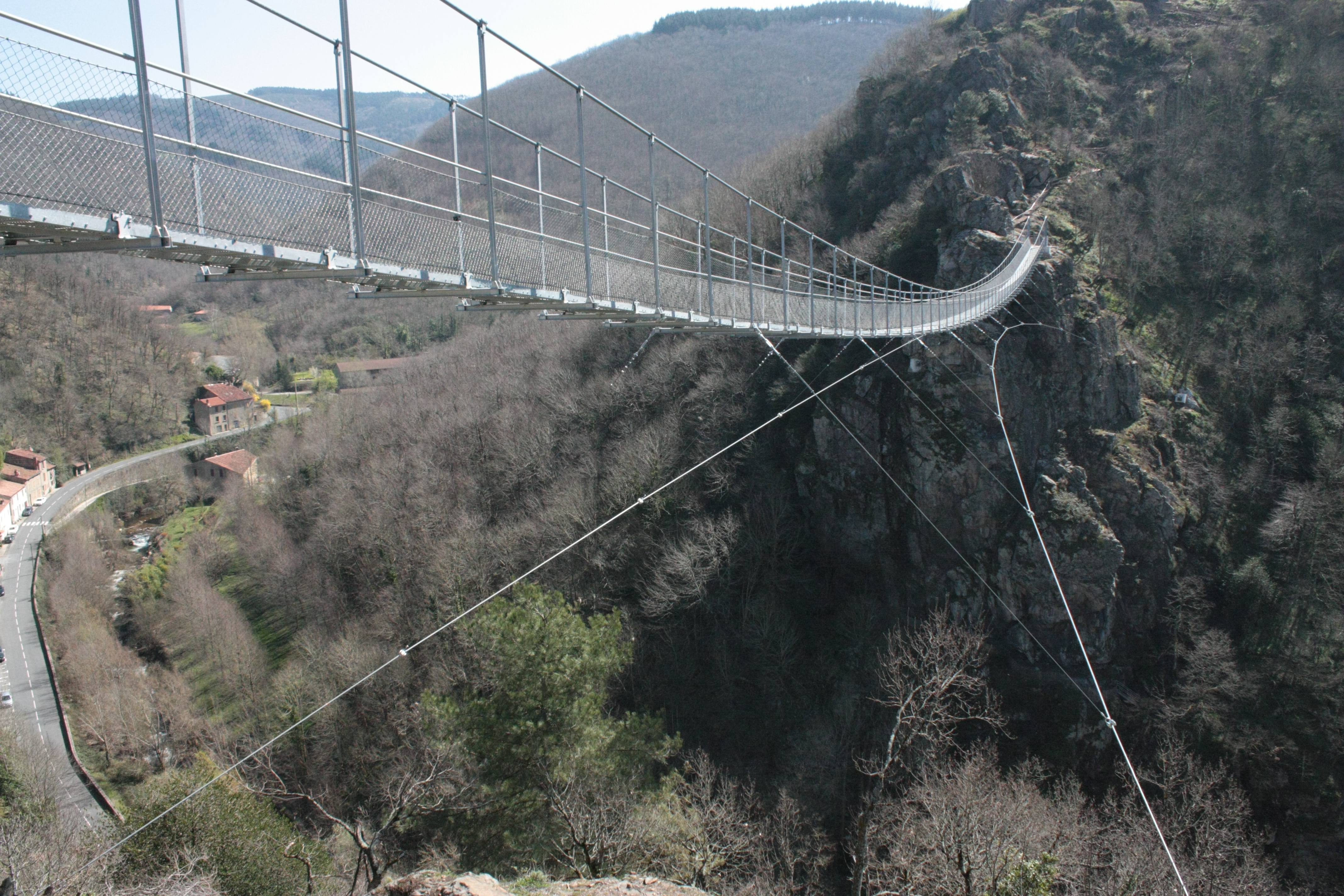
马扎梅悬索桥（法语：Passerelle de Mazamet）
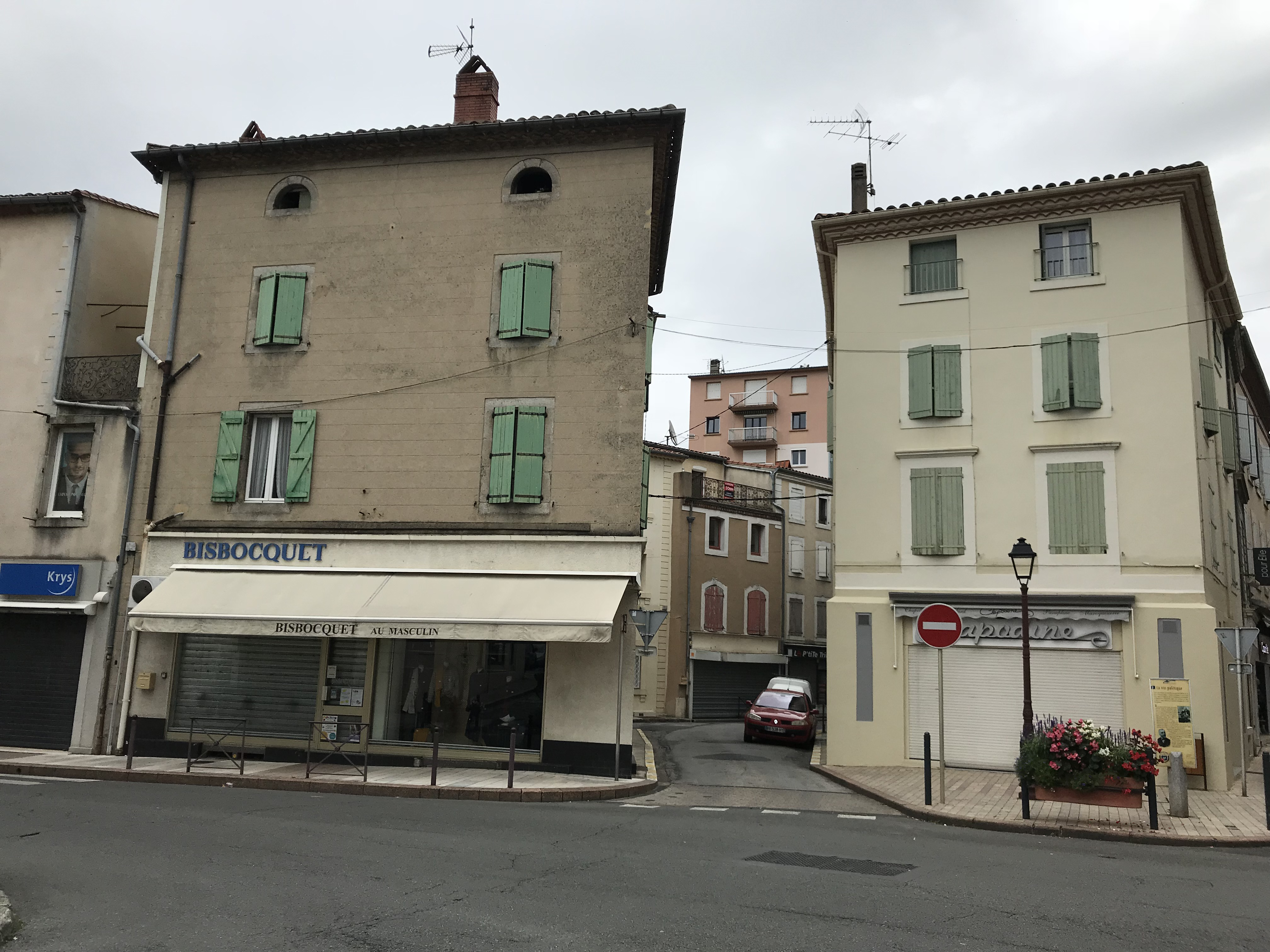
市中心民居

### 旅游
马扎梅的旅游事务由其所属的卡斯特尔-马扎梅城市圈公共社区负责。2021年，马扎梅境内共有2家酒店共计27间房间；另有1个露营地，可容纳共55辆露营车。

### 媒体
法国主要的媒体均可在马扎梅接收，法国电视三台下属的奥克西塔尼大区频道在部分时段播出马扎梅所属区域的地方新闻。《南部追寻》、《自由塔恩周报》、RADIOM、蓝色法兰西奥克西塔尼广播等是当地主要的地方性媒体。

## 相关人物
法国钢琴家皮埃尔·桑康、自行车运动员洛朗·雅拉贝尔和橄榄球运动员托马·拉莫斯出生于马扎梅。

## 友好城市
截至2022年9月，马扎梅共与一座城市互为友好城市关系：
- 波蘭 雷布尼克[57]